# والی‌لار
والی‌لار (به لاتین: Valilar) منطقه‌ای مسکونی در جمهوری آذربایجان است که در شهرستان یولاخ واقع شده است.